# Альварес, Хосе Сиксто
Хосе Сиксто Альварес более известный под псевдонимом Фрай Мочо (Fray Mocho) (исп. José Sixto Alvarez; 26 августа 1858, Гуалегуайчу — 23 августа 1903, Буэнос-Айрес) — аргентинский писатель
, журналист, редактор. Считается первым профессиональным писателем в Аргентине.

## Биография
Сын помещика.
Учился в престижном Colegio Nacional de Concepción del Uruguay, где и начал свою журналистскую деятельность.
В 1876 году впервые приехал в Буэнос-Айрес, а через три года поселился в этом городе и оставался там до конца своей жизни.
Занимался журналистикой, писал для различных газет (La Nación, La Razón или La Patria Argentina) и журналов (El Ateneo, La Colmena Artística или Fray Gerundio). Из-за его упрямого журналистского характера и образа жизни вскоре его коллеги стали называть Фрай Мочо (Маленький откровенный монах), и вскоре Альварес стал публиковаться только под этим псевдонимом.
Помимо журналистской работы, пробовал свои силы в литературе, дебютировать как писатель в 1885 году со своей антологией «Эсмеральда, житейские сказки». Должность государственного служащего и полицейского репортёра позволяли ему наблюдать за типами преступного мира Буэнос-Айреса, которые он перенёс в свои многочисленные повествования: Пушешествие в край бандитов (1897), «Галерея воров столицы» (1880-1887), Воспоминания стража порядка (1897), В Южном море (1898) и «Жизнь знаменитых воров и методы их воровства» (1887). В своем единственном романе «Воспоминания стража порядка» (1897) писатель восхваляет институт полиции. Он опубликовал описания регионов страны «Поездка в страну матрерос» (1897) и «В южном море»,  Croquis fueguinos (1898).
В 1898 году основал журнал Caras y Caretas, который редактировал до самой смерти.  Издание имело огромную популярность в Аргентине в первые десятилетия XX века. Альварес также использовал другие псевдонимы, такие как Немезио Мачука или Фабио Карризо.
Представитель модернизма, который он всегда рассматривал как ответ Европе fin de siècle. В своих литературных произведениях неоднократно использовал лунфардо, по собственному признанию преднамеренно в качестве распростнённому кастильскому языку.
Описывал жизнь в сельской местности и быт городов Аргентины в начале 20-го века, последствия модернизации и роста населения. Самая важная его работа — En el mar Austral, в которой он описывает жизнь на аргентинском китобойном судне во время годичного плавания.
Хосе Сиксто Альварес умер в Буэнос-Айресе за три дня до своего 45-летия.

## Избранные произведения
- En el mar Austral. Vaccaro, Buenos Aires 1920.
- Galería de ladrones de la capital. 1887.
- Esmeraldas. Cuentos mundanos. 1885.
- Los costumbristas del 900 (Capitulo; Bd. 34). Centro Editorial de América, Buenos Aires 1980.
- Memorias de un vigilante. 1897.
- Un Viaje al país de los matreros. Vaccaro, Buenos Aires 1920.
- Salero criollo. Vaccaro, Buenos Aires 1920.

## Память
Театральный деятель Агустин Куццани назвал один из своих театров «Teatro Fray Mocho» в его честь.